# Maison d'Alam
La Maison d'Alam est une maison historique célèbre à Ispahan, en Iran. Le propriétaire de la maison fut un aristocrate de la dynastie kadjar. La maison consiste en une cour, qui est entourée des constructions résidentielles. Sa partie nord se distingue par une veranda aux colonnades et une salle de réception. Il y a deux chambres aux deux côtés de la salle de réception. Cette salle est décorée avec du stuc et des miroirs coupés. La salle donne sur la véranda par sept fenêtres à guillotine et mène aux chambres par les portes marquetées. La partie du Sud de la maison est une salle à manger étroite et longue, qui a les fenêtres peintes. La partie est et la partie ouest ont un dessin identique. Toutes les deux ont des salles de réception, qui mènent aux chambres les plus petites. 